# Уишман, Дорис
До́рис Уи́шман (англ. Doris Wishman; 1 июня 1912, Нью-Йорк, Нью-Йорк — 10 августа 2002, Корал-Гейблс, Флорида) — американская кинорежиссёр, кинопродюсер, сценаристка, киноактриса, в единичных случаях также известна как монтажёр и кастинг-директор. Преимущественно работала в поджанре «сексплуатация», все её фильмы были малобюджетными или вовсе «безбюджетными», категории B.

## Биография
Дорис Уишман родилась 1 июня 1912 года в Нью-Йорке, на Манхэттене. Её отец был торговцем сеном и зерном; мать умерла, когда она была ещё ребенком. Девочка росла в Бронксе, окончила среднюю школу Джеймса Монро, затем — Хантерский колледж, брала уроки актёрского мастерства в школе Alviene School of Dramatics, где её однокурсницей была будущая кинозвезда Шелли Уинтерс.
После внезапной смерти мужа в 1958 году Уишман занялась кинематографической деятельностью, по собственным словам, ей «нужно было чем-то заполнить свои часы». С 1959 года она начала работать одновременно режиссёром, продюсером и сценаристкой. Свои первые ленты она сама характеризовала как «нудистский кэмп» или «нудистская романтика». С 1959 по 1964 год Уишман сняла восемь нудистских картин, затем этот жанр начал терять популярность, и она переключилась на производство «сексплуатации». В титрах нередко указывалась под мужскими псевдонимами Мелвин Стэнли (англ. Melvin Stanley), Энтони Брукс (англ. Anthony Brooks), Луис Силверман (англ. Louis Silverman — имя её второго мужа), Кеньон Уинтел (англ. Kenyon Wintel), Луиджи Маникоттале (итал. Luigi Manicottale), О. О. Миллер (англ. O.O. Miller).
С такими фильмами у неё начались трения с цензурой; Уишман использовала разнообразные тактики, уловки и ухищрения (в том числе применяя так называемый «советский монтаж»), чтобы её картины оставались в популярном на то время новом жанре, но и в то же время без проблем пропускались бы на широкие экраны.
До 1970 года Уишман снимала чёрно-белые фильмы, и лишь затем переключилась на уже обыденные к тому времени цветные. Все ленты Уишман были относительно «мягкими», несмотря на свой специфический жанр, однако в середине 1970-х годов она ненадолго переключилась на «хардкор». В 1983 году Уишман выпустила единственный в своей карьере фильм-слэшер — «Ночь расчленения» (на самом деле он был снят и готов к показу в 1979 году, но в результате весьма неоднозначного пожара плёнка была на две трети уничтожена, и Уишман посвятила следующие четыре года своей жизни кропотливому восстановлению материала).
В середине 1980-х годов Уишман разочаровалась в своей кинематографической работе и уехала во Флориду, поселившись в городе Корал-Гейблс, где устроилась на работу в магазин нижнего белья. В 1990-х годах интерес к её творчеству стал возрастать: несколько её лент, так и не получивших в своё время распространения, были выпущены дистрибьютером Something Weird Video, некоторые её картины были представлены на Андеграундном кинофестивале в Нью-Йорке, в 2001 году его организаторы вручили Уишман «Специальный приз жюри». Она дважды появилась в популярном ток-шоу «Поздно вечером с Конаном О’Брайаном»; в одном из этих выпусков у неё взял интервью известный кинокритик Роджер Эберт. В 2001 году, воодушевлённая, Уишман, несмотря на весьма преклонный возраст, вернулась в кино и создала ещё два фильма.
Дорис Уишман скончалась 10 августа 2002 года в Майами (штат Флорида) от лимфомы в возрасте 90 лет.
Личная жизнь
Дорис Уишман была замужем дважды:
- Джек Абрамс, рекламный консультант. Брак заключён в 1957 или 1958 году, спустя всего пять месяцев после свадьбы муж, которому был 31 год, неожиданно скончался от инфаркта миокарда[9].
- Луис Силверман, малоизвестный актёр. Брак заключён в 1966 году, в 1974 году последовал развод[10].

## Признание, критика
- В фильме 1994 года «Мамочка-маньячка-убийца» присутствует фрагмент фильма Уишман «Смертельное оружие[англ.]» (1974).
- Кинокритик Джо Боб Бриггс[англ.] так высказался о Уишман: «Величайший кинорежиссёр в истории жанра „женская эксплуатация“»[4].
- The Daily Public: «Уишман была худшим порнографом в мире. Она знала, что мужчины заплатили бы деньги, чтобы увидеть обнажённых женщин, но, похоже, понятия не имела почему: как и подобает еврейской леди из Квинса, она была совершенно невежественна в отношении природы эротики…»[5]

## Избранная фильмография

### Режиссёр и продюсер
- 1960 — Солнечное убежище[англ.] / Hideout in the Sun (сорежиссёр, в титрах не указана)
- 1961 — Голышом на Луне[англ.] / Nude on the Moon
- 1961 — Дневник нудистки / Diary of a Nudist
- 1962 — Блейз Старр становится нудистской[англ.] / Blaze Starr Goes Nudist
- 1965 — Плохие девочки отправляются в ад[англ.] / Bad Girls Go to Hell
- 1970 — Удивительная пересадка[англ.] / The Amazing Transplant
- 1971 — Любовная игрушка[англ.] / Love Toy
- 1974 — Смертельное оружие[англ.] / Deadly Weapons
- 1974 — Двойной агент 73[англ.] / Double Agent 73
- 1975 — Сатана был леди[англ.] / Satan Was a Lady
- 1977 (1978) — Хочу умереть женщиной[англ.] / Let Me Die a Woman
- 1983 — Ночь расчленения[англ.] / A Night to Dismember

### Сценаристка
В скобках указан тип сценарной работы, как это написано в титрах
- 1960 — Солнечное убежище[англ.] / Hideout in the Sun (original story idea)
- 1961 — Голышом на Луне[англ.] / Nude on the Moon (screenplay)
- 1961 — Дневник нудистки / Diary of a Nudist (screenplay)
- 1962 — Блейз Старр становится нудистской[англ.] / Blaze Starr Goes Nudist (writer)
- 1965 — Плохие девочки отправляются в ад[англ.] / Bad Girls Go to Hell (screenplay, story)
- 1970 — Удивительная пересадка[англ.] / The Amazing Transplant (screenplay)
- 1974 — Двойной агент 73[англ.] / Double Agent 73 (writer)
- 1975 — Сатана был леди[англ.] / Satan Was a Lady (story)
- 1977 (1978) — Хочу умереть женщиной[англ.] / Let Me Die a Woman (в титрах не указана)

### Актриса
Игровое кино
Во всех случаях без указания в титрах (камео)
- 1960 — Солнечное убежище[англ.] / Hideout in the Sun — леди, выходящая из банка
- 1961 — Голышом на Луне[англ.] / Nude on the Moon — леди на парковке
- 1961 — Дневник нудистки / Diary of a Nudist — Мари́ — леди, машущая рукой с крыльца
- 1962 — Блейз Старр становится нудистской[англ.] / Blaze Starr Goes Nudist — Мег
- 1974 — Смертельное оружие[англ.] / Deadly Weapons — зрительница на бурлеск-шоу
- 1975 — Сатана был леди[англ.] / Satan Was a Lady — мысли Терри и Клаудии (только голос)

В роли самой себя
- 1989 — Невероятно странный киносеанс[англ.] / The Incredibly Strange Film Show (в выпуске Fred Olen Ray & Doris Wishman)
- 1998, 2002 — Поздно вечером с Конаном О’Брайаном[англ.] / Late Night with Conan O'Brien (в 2 выпусках)

### Прочие работы
- 1983 — Ночь расчленения[англ.] / A Night to Dismember — кастинг-директор, монтажёр (в титрах не указана)